# Taxus brevifolia
Taxus brevifolia (тис коротколистий) — вид хвойних рослин родини тисових.

## Поширення, екологія
Країни проживання: Канада (Альберта, Британська Колумбія); США (Аляска, Айдахо, Монтана, Невада, Орегон, Вашингтон). У прибережних районах це дуже вогнесприйнятливий і повільнорослий вид, як правило, зустрічається у вигляді невеликого дерева; у гірських та деяких внутрішніх районах це може бути чагарник, що стелиться. Найпоширеніший у старих хвойних лісах. Росте разом з Abies grandis, Tsuga heterophylla, Thuja plicata, Berberis nervosa, Polystichum munitum, Acer circinatum. Далі від узбережжя і у більш сухих частинах ареалу обмежений вологими областями, такими як береги струмків. Довжина покоління, ймовірно, понад 30 років. Записаний від рівня моря до 2440 м.

## Морфологія
Дводомний кущ або невелике дерево 15(25) м заввишки і 50(140) см діаметром. Має тонку лускату коричневу кору, що охоплює тонкий шар білуватосочної деревини з темнішим ядром, яке має відтінок від коричневого до пурпурового. Листки ланцетні, плоскі, темно-зелений, 1–3 см завдовжки і 2–3 мм завширшки, розташовані по спіралі. Пилкові шишки поодинокі або згруповані, на-річних пагонах, бруньки кулясті, зелені, ≈ 1,5 мм в діаметрі. Насіння яйцеподібне, 2–4 кутне, 5–6,5 мм, дозріва в кінці літа-восени, розміщене в червоному арілі (фрукт тису) ≈ 10 мм в діаметрі. Деревина тверда і важка, 640 кг/м3.

## Використання
Сильна, щільна деревина від цього виду високо цінується корінними американцями західного узбережжя для луків, інструментів і різьблення. В 1980-х і 1990-х років він нещадно експлуатувався задля його кори, яка використовувалась для виробництва протиракових препаратів. Після виявлення альтернативних джерел і методів виробництва Таксолу до середини 1990-х років, тиск на вид послабився.

## Загрози та охорона
Taxus brevifolia нещадно експлуатувався задля його кори. Популяції також скоротилися в результаті рубок і пожеж. Остання загроза триває. В цілому зниження чисельності населення оцінюється в щонайменше 30 %. Цей вид записаний у численних ПОТ у всьому діапазоні поширення.